# Asse (catena montuosa)
L'Asse è un rilievo basso collinare di 234 m s.l.m. a sud-est dalla città di Wolfenbüttel in Bassa Sassonia,
Si estende per circa quasi 9 km con un'altezza media di 200 m, elevandosi così sulla pianura circostante. La cima più alta è rappresentata dal Remlinger Herse di 234 m. Quando il tempo è bello, la cresta offre una vista sul rilievo dell'Elm e sui monti dello Harz, nonché sulle fertili zone pianeggianti limitrofe.
L'Asse è nota a livello regionale per la presenza di una miniera di sale, non più attiva e reimpiegata tra il 1967 e il 1978 come deposito di smaltimento per rifiuti radioattivi, denominata Schacht Asse II.

## Geografia
L'Asse si trova nella parte meridionale della Bassa Sassonia, a circa 10 km a nord del confine con la Sassonia-Anhalt. Il rilievo dell'Asse si trova a circa 8 km sud-est dalla città di Wolfenbüttel e a 8.5 km ovest del paese di Schöppenstedt . A nord dell'Asse scorre il fiume Altenau che è un affluente dell'Oker. Intorno all'Asse si sviluppano diversi borghi e paesi, come Wittmar e Groß Vahlberg.

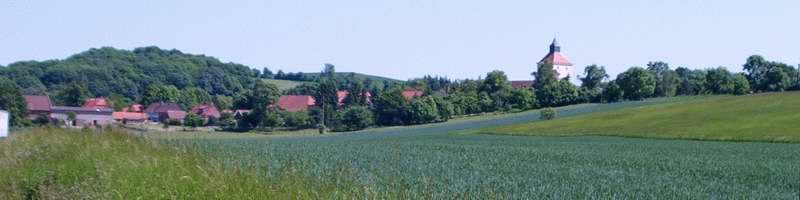
Veduta sull'Asse da Groß Vahlberg

Le rocce che compongono la cresta dell'Asse si sono formate nel periodo Triassico (primo Mesozoico, 250-200 milioni di anni fa). Il rilievo è formato da calcari oolitici. Nel sottosuolo dell'Asse sono presenti grandi quantità di rocce saline.

## Storia
L'insediamento umano nell'area risale al VI millennio a.C. Un'antica rotta commerciale neolitica, che si sviluppava tra l'Elba e il Reno, toccava il bordo meridionale dell'Asse, nei pressi della cittadina di Wittmar. L'importanza preistorica come snodo commerciale di quest'area è documentata dalla presenta di un cimitero neolitico a Wittmar.
L'Asse fu menzionato per la prima volta in documenti ufficiali come Assa  durante il regno di Ottone nel 997.
Sull'altura dell'Asse, nella parte più occidentale, su uno stretto crinale si trovano i resti del castello di Asseburg, costruito a partire dal 1218. Il complesso venne abbandonato a partire dal 1492, dopo essere stato incendiato.

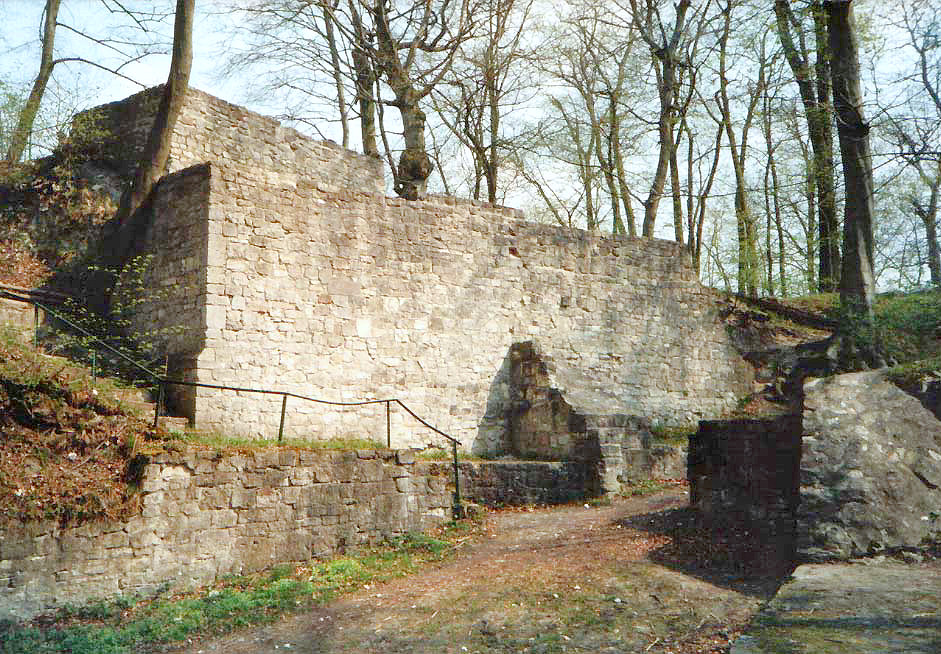
Ruderi del complesso Asseburg

Sul lato occidentale dell'Asse a circa 440 m a sud-dalle rovine dell'Asseburg si trova la Torre di Bismarck nei pressi di Wittmar.